# فریا گرگوری
فریا گرگوری (انگلیسی: Freya Gregory؛ زادهٔ ۱۲ ژانویهٔ ۲۰۰۳) بازیکن فوتبال اهل انگلستان است که در پست مهاجم برای باشگاه استون ویلا سوپر لیگ زنان بازی می‌کند.
وی همچنین در تیم‌های ملی فوتبال زیر ۱۷ سال زنان انگلستان, زیر ۱۹ سال زنان انگلستان، و زیر ۲۳ سال زنان انگلستان بازی کرده است.